# 第2戦車連隊
第2戦車連隊（だいにせんしゃれんたい、JGSDF 2nd Tank Regiment）は、陸上自衛隊上富良野駐屯地（北海道空知郡上富良野町）に駐屯する第2師団隷下の機甲科（戦車）連隊である。

## 概要
連隊本部、本部管理中隊と4個戦車中隊により編成されている。連隊長は1等陸佐（二）が充てられ、上富良野駐屯地司令を兼務している。1995年（平成7年）3月に第2戦車大隊を改編して編成された。
陸上自衛隊に置かれている戦車連隊としては第7師団（機甲師団）に属する3個戦車連隊を除けば本連隊が唯一のものである。長らく、10式戦車・90式戦車・74式戦車による3世代の戦車の混合部隊として編成されてきたが、2023年（令和5年）に4個中隊改編に伴い、74式戦車の廃止・90式戦車の配置換えにより原則90式戦車に統一完了した。一方で、2013年（平成25年）から第4戦車中隊を中心に10式戦車の配備が並行して実施されている。
部隊マークは、ローマ字の"Ⅱ"に稲妻にデザインされた中隊ナンバーを組み合わせている。本部管理中隊は、アルファベットの"S"を意匠化している。

## 沿革
第2特車大隊
- 1954年（昭和29年）9月25日：第2特車大隊が名寄駐屯地において編成完結。
- 1955年（昭和30年）9月9日：第2特車大隊が名寄駐屯地から上富良野駐屯地へ移駐。

第2戦車大隊
- 1962年（昭和37年）1月18日：第2特車大隊が第2戦車大隊（4個戦車中隊基幹）に称号変更。
- 1967年（昭和42年）6月17日：61式戦車が配備。
- 1976年（昭和51年）8月21日：74式戦車が配備。
- 1988年（昭和63年）3月25日：74式戦車が10両増備され、各中隊が3個小隊編成から4個小隊編成に改編。
- 1991年（平成03年）3月29日：戦車北転事業により、第316戦車中隊（方面隊直轄部隊だが運用の関係上、第2戦車大隊隷属で配置）[注釈 1]が上富良野駐屯地に新編。

第2戦車連隊
- 1995年（平成07年）3月28日：第2戦車大隊および第316戦車中隊（上富良野駐屯地）を廃止し、第2戦車連隊が上富良野駐屯地に新編。6個戦車中隊（増強する要員の一部に廃止された第9普通科連隊の一部人員を配置換）として、新たに自衛隊旗が授与された。
- 2000年（平成12年）3月28日：第6戦車中隊をコア化。教育中隊として運用。
- 2002年（平成14年）9月26日：90式戦車が配備。
- 2008年（平成20年）3月26日：後方支援体制変換に伴い、整備部門を第2後方支援連隊第2整備大隊戦車直接支援中隊へ移管。
- 2013年（平成25年）11月22日：第4戦車中隊に10式戦車が配備。
- 2014年（平成26年）3月26日：北部方面混成団の改編に伴い、第6戦車中隊（コア部隊）を廃止。第4戦車中隊以外は、90式戦車と74式戦車混合運用となる。
- 2023年（令和05年）
  - 3月15日：第5戦車中隊が廃止[2]され、74式戦車が用途廃止[3][4]。
  - 3月16日：4個戦車中隊編成に改編。
- 2024年（令和06年）3月21日：第4特科群廃止に伴い、上富良野駐屯地司令職を継承[1]。
- 2025年（令和07年）3月：第1戦車中隊に10式戦車が配備。

## 部隊編成
- 第2戦車連隊本部
  - 上富良野自動車教習所
- 本部管理中隊「2戦-本」：90式戦車
- 第1戦車中隊「2戦-1」：10式戦車・90式戦車
- 第2戦車中隊「2戦-2」：90式戦車
- 第3戦車中隊「2戦-3」：90式戦車
- 第4戦車中隊「2戦-4」：10式戦車

## 整備支援部隊
- 第2後方支援連隊第2整備大隊戦車直接支援中隊「2後支-2整-戦」（上富良野駐屯地）：2008年（平成20年）3月26日から

## 主要幹部
| 官職名                              | 階級    | 氏名   | 補職発令日     | 前職                                                |
| ----------------------------------- | ------- | ------ | -------------- | --------------------------------------------------- |
| 第2戦車連隊長 兼 上富良野駐屯地司令 | 1等陸佐 | 鈴木諭 | 2025年03月17日 | 陸上幕僚監部運用支援・訓練部 運用支援課運用支援班長 |

| 代 | 氏名                 | 在職期間                                                  | 前職                             | 後職                   |
| -- | -------------------- | --------------------------------------------------------- | -------------------------------- | ---------------------- |
| 01 | 塩田鹿三             | 1954年09月25日 - 1956年01月26日                           |                                  |                        |
| 02 | 瀬能醇一             | 1956年01月27日 - 1958年08月31日                           |                                  |                        |
| 03 | 木村元岳             | 1958年09月01日 - 1959年03月30日                           |                                  |                        |
| 04 | 山崎重武             | 1959年03月31日 - 1962年07月31日                           |                                  | 陸上自衛隊富士学校勤務 |
| 05 | 薗崇久               | 1962年08月01日 - 1965年07月15日                           | 第2戦車大隊副大隊長              | 第13師団司令部監察官   |
| 06 | 菊池一夫 （3等陸佐） | 1965年07月16日 - 1968年03月15日 ※1966年7月1日 2等陸佐昇任 | 第2戦車大隊勤務                  | 陸上自衛隊富士学校勤務 |
| 07 | 本村初義             | 1968年03月16日 - 1970年03月15日                           | 第8師団司令部勤務                | 第8師団司令部第1部長   |
| 08 | 荒井和彦             | 1970年03月16日 - 1972年07月16日                           | 陸上自衛隊幹部候補生学校勤務     | 陸上自衛隊富士学校勤務 |
| 09 | 越智信夫             | 1972年07月17日 - 1974年07月15日                           | 陸上自衛隊富士学校付             | 第2師団司令部第1部長   |
| 10 | 斉藤正昭             | 1974年07月16日 - 1976年08月08日                           | 旭川駐屯地業務隊勤務             | 第5師団司令部監察官    |
| 11 | 冨澤暉               | 1976年08月09日 - 1978年08月02日                           | 陸上幕僚監部第1部勤務            | 陸上幕僚監部付         |
| 12 | 天野亮介             | 1978年08月03日 - 1981年03月15日                           | 帯広駐屯地業務隊勤務             | 陸上自衛隊富士学校勤務 |
| 13 | 遠藤十二郎           | 1981年03月16日 - 1983年03月15日                           | 陸上自衛隊富士学校勤務           | 陸上自衛隊富士学校勤務 |
| 14 | 久保善昭             | 1983年03月16日 - 1985年03月15日 ※1984年7月1日 1等陸佐昇任 | 陸上幕僚監部装備部装備計画課勤務 | 第11師団司令部第3部長  |
| 15 | 岩猿進               | 1985年03月16日 - 1987年07月31日 ※1987年7月1日 1等陸佐昇任 | 陸上幕僚監部人事部補任課勤務     | 陸上幕僚監部付         |
| 16 | 木元寛明             | 1987年08月01日 - 1989年07月31日 ※1989年7月1日 1等陸佐昇任 | 陸上幕僚監部教育訓練部教育課勤務 | 上富良野駐屯地業務隊付 |
| 17 | 河村治敎             | 1989年08月01日 - 1991年07月31日                           | 陸上自衛隊富士学校勤務           | 陸上自衛隊富士学校勤務 |
| 18 | 佐藤法夫             | 1991年08月01日 - 1993年08月03日                           | 陸上幕僚監部教育訓練部訓練課     |                        |
| 未 | 木本隆文             | 1993年08月04日 - 1995年03月27日                           | 陸上自衛隊富士学校勤務           | 陸上自衛隊富士学校勤務 |

| 代 | 氏名       | 在職期間                        | 前職                                                | 後職                                                               |
| -- | ---------- | ------------------------------- | --------------------------------------------------- | ------------------------------------------------------------------ |
| 01 | 坂元順一   | 1995年03月28日 - 1997年06月30日 | 北部方面総監部防衛部訓練課長                        | 東北方面総監部人事部長                                             |
| 02 | 岩丸勇     | 1997年07月01日 - 1999年07月30日 | 西部方面総監部防衛部訓練課長                        | 自衛隊長野地方連絡部長                                             |
| 03 | 荒川龍一郎 | 1999年08月01日 - 2001年01月10日 | 陸上幕僚監部人事部補任課 人事第1班長                | 陸上幕僚監部防衛部運用課長                                         |
| 04 | 久納雄二   | 2001年01月11日 - 2002年07月31日 | 陸上幕僚監部装備部装備計画課 後方計画班長           | 統合幕僚会議事務局第3幕僚室 教育訓練調整官                         |
| 05 | 塩崎敏譽   | 2002年08月01日 - 2004年08月29日 | 陸上幕僚監部装備部装備計画課 後方計画班長           | 東北方面総監部防衛部長                                             |
| 06 | 島内哲哉   | 2004年08月30日 - 2006年08月03日 | 統合幕僚会議事務局第5幕僚室 長期班長                | 北部方面後方支援隊副隊長                                           |
| 07 | 渡部誠司   | 2006年08月04日 - 2008年03月31日 | 西部方面総監部防衛部防衛課長                        | 陸上自衛隊研究本部主任研究開発官                                   |
| 08 | 滝澤博文   | 2008年04月01日 - 2009年12月14日 | 中央即応集団司令部幕僚副長                          | 陸上自衛隊研究本部主任研究開発官                                   |
| 09 | 小和瀬一   | 2009年12月15日 - 2011年04月26日 | 陸上幕僚監部人事部人事計画課 企画班長               | 陸上幕僚監部監理部総務課 庶務室長                                  |
| 10 | 森茂也     | 2011年04月27日 - 2012年07月31日 | 第7師団司令部第3部長                                | 陸上自衛隊富士学校機甲科部 教育課長                                |
| 11 | 荒井正芳   | 2012年08月01日 - 2013年11月17日 | 統合幕僚監部運用部運用第1課 防衛警備班長            | 陸上幕僚監部防衛部付 →2013年12月9日 統合幕僚監部防衛計画部防衛課付 |
| 12 | 田中一要   | 2013年11月18日 - 2015年07月31日 | 陸上自衛隊研究本部研究員                            | 陸上自衛隊研究本部主任研究開発官                                   |
| 13 | 河野淳司   | 2015年08月01日 - 2017年03月22日 | 第7師団司令部第3部長                                | 第13旅団司令部幕僚長                                               |
| 14 | 黒木正富   | 2017年03月23日 - 2019年11月30日 | 陸上幕僚監部人事教育部厚生課 厚生班長               | 第5旅団司令部幕僚長                                                |
| 15 | 川村洋史   | 2019年12月01日 - 2022年03月13日 | 陸上自衛隊教育訓練研究本部教官                      | 陸上自衛隊富士学校機甲科部教育課長                                 |
| 16 | 水谷清隆   | 2022年03月14日 - 2025年03月16日 | 陸上幕僚監部防衛部防衛課勤務                        | 防衛装備庁プロジェクト管理部 装備技術官付装備技術調整官            |
| 17 | 鈴木諭     | 2025年03月17日 -                | 陸上幕僚監部運用支援・訓練部 運用支援課運用支援班長 |                                                                    |

## 主要装備
- 90式戦車 （第4戦車中隊は除く）

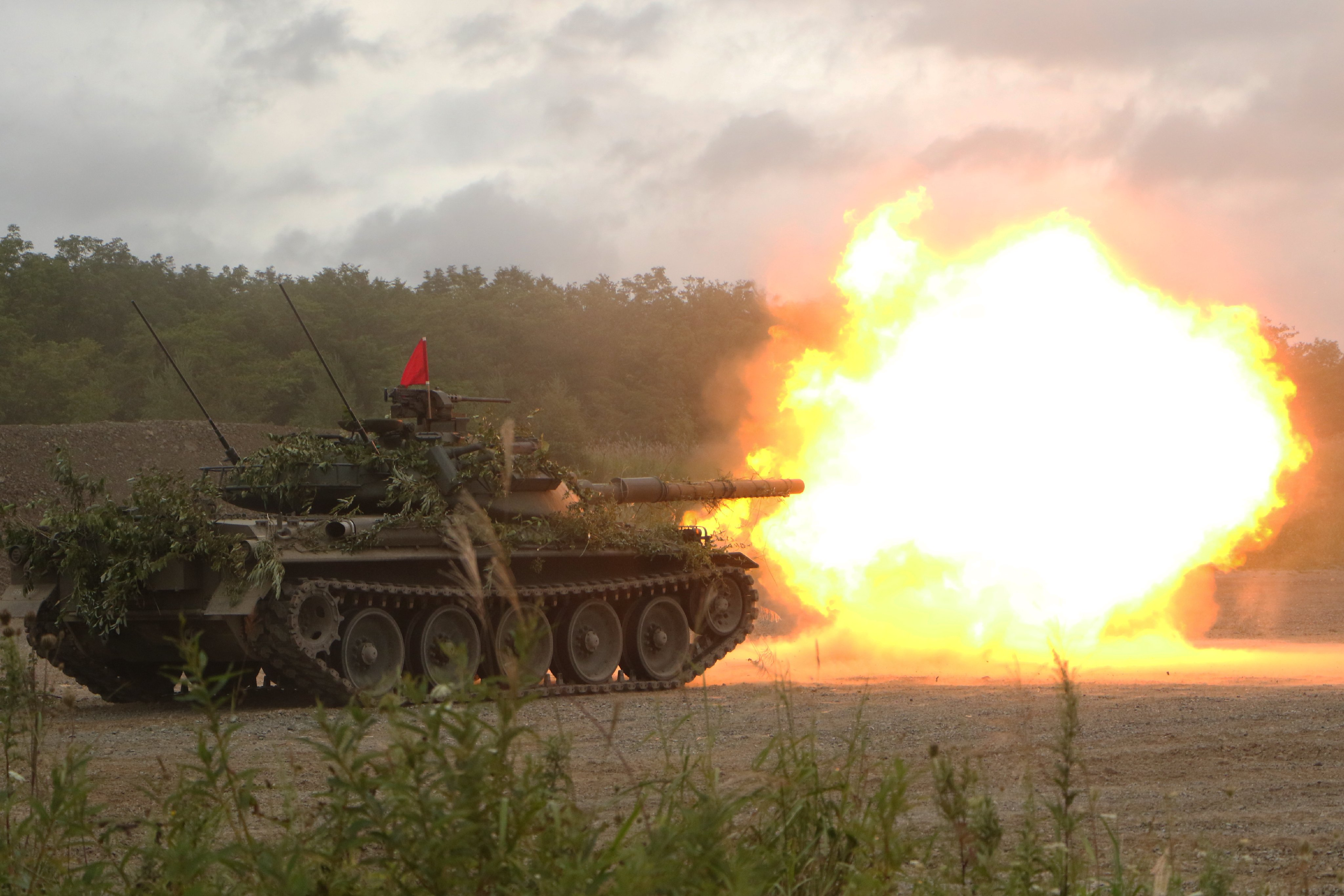
74式戦車

- 10式戦車 （第1戦車中隊、第4戦車中隊のみ）
- 73式装甲車
- 96式装輪装甲車
- 78式雪上車
- 1/2tトラック / 73式小型トラック
- 1 1/2tトラック / 73式中型トラック
- 3 1/2tトラック / 73式大型トラック
- 89式5.56mm小銃
- 12.7mm重機関銃
- 9mm拳銃
- 84mm無反動砲

過去の装備品
- M24軽戦車
- 61式戦車
- 74式戦車
- 60式装甲車

## 警備隊区
上富良野町および占冠村。上富良野駐屯地司令職（指定部隊の長）として、第3地対艦ミサイル連隊、第14施設群への災害派遣指揮を行う。

## 部隊改編
第2戦車大隊新編時（1962年（昭和37年）1月18日）
- 第2戦車大隊本部
- 本部管理中隊「2戦-本」
- 第1戦車中隊「2戦-1」
- 第2戦車中隊「2戦-2」
- 第3戦車中隊「2戦-3」
- 第4戦車中隊「2戦-4」

独立中隊隷属（1991年（平成3年）3月29日）
- 第2戦車大隊本部
- 本部管理中隊「2戦-本」
- 第1戦車中隊「2戦-1」
- 第2戦車中隊「2戦-2」
- 第3戦車中隊「2戦-3」
- 第4戦車中隊「2戦-4」
- 第316戦車中隊「316戦」

第2戦車連隊新編時（1995年（平成7年）3月28日）
- 第2戦車連隊本部
- 本部管理中隊「2戦-本」
- 第1戦車中隊「2戦-1」
- 第2戦車中隊「2戦-2」
- 第3戦車中隊「2戦-3」
- 第4戦車中隊「2戦-4」
- 第5戦車中隊「2戦-5」
- 第6戦車中隊「2戦-6」

## 廃止部隊
- 2014年（平成26年）3月26日廃止
  - 第6戦車中隊「2戦-6」：
- 2023年（令和5年）3月15日廃止
  - 第5戦車中隊「2戦-5」：